# Rahima Banu
Rahima Banu Begum (tiếng Bengal: রহিমা বানু বেগম;sinh ngày 16 tháng 10 năm 1972) là người cuối cùng được biết đến đã bị nhiễm bệnh đậu mùa Variola minor xảy ra tự nhiên, loại bệnh nguy hiểm hơn.

## Tiểu sử

### Bệnh tật
Vụ việc được báo cáo vào ngày 16 tháng 10 năm 1975, khi Banu ba tuổi và sống ở làng Kuralia trên đảo Bhola thuộc quận Barisal của Bangladesh. Trường hợp của cô được báo cáo bởi một bé gái tám tuổi, Bilkisunnessa, người được trả 250 taka. Thông tin về vụ việc đã được chuyển tiếp qua điện tín tới D.A. Henderson, người lãnh đạo chiến dịch diệt trừ căn bệnh này của Tổ chức Y tế Thế giới (WHO). Nhóm của WHO đã đến và chăm sóc cho Banu, người đã hồi phục hoàn toàn. Vào ngày 24 tháng 11 năm 1975, cô được tuyên bố là không còn vi-rút. Các vảy của virus trên cơ thể cô đã được chuyển đến văn phòng của Trung tâm Kiểm soát và Phòng ngừa Dịch bệnh Hoa Kỳ (CDC) ở Atlanta, nơi chúng hiện đang được lưu trữ cùng với hàng trăm mẫu khác. Mọi người trên đảo có thể đã tiếp xúc với người nhiễm bệnh đều được tiêm phòng, trong khi hòn đảo được tìm kiếm để tìm những người khác có thể vẫn bị nhiễm bệnh. Chủng từ mẫu của cô được gọi chính thức là Bangladesh 1975 và chủng Rahima không chính thức.

### Cuộc sống sau này
Banu tạo thu nhập cho gia đình bằng cách chụp ảnh. Trong một cuộc phỏng vấn năm 2009, Banu cho biết cô có 4 người con sau khi kết hôn với một nông dân ở tuổi 18. Cô nói rằng dân làng và nhà chồng đối xử tệ bạc với cô vì cô mắc bệnh đậu mùa. Banu là một bà nội trợ và chồng cô, Rafiqul Islam, là một người lao động công nhật và kéo xe kéo. Tổ chức Y tế Thế giới đã mua cho cô một mảnh đất nhưng phần lớn trong số đó đã bị dòng sông nuốt chửng. Khu vực cô sống cũng bị nhiễm mặn trong nước và đất khiến việc canh tác trở nên khó khăn.